# Aymar Jean de Nicolaÿ
Aymar Jean de Nicolaÿ, marquis de Goussainville, seigneur d'Osny, est un magistrat français né le 13 avril 1709 et mort à Paris le 21 mars 1785, premier président de la Chambre des comptes de Paris.

## Biographie
Issu d'une grande famille aristocratique, la famille de Nicolaÿ, il est le fils de Jean Aymard de Nicolaÿ, marquis de Goussainville, seigneur de Presles, Yvors, Osny, premier président de la Chambre des comptes de Paris, et de Françoise Elisabeth de Lamoignon de Basville, sa seconde épouse.
Il est le frère de Antoine Chrétien de Nicolaÿ, lieutenant-général des armées du Roi, maréchal de France, celui de Aymar Chrétien François de Nicolaÿ, évêque-comte de Verdun. Leur mère était la sœur du chancelier de Lamoignon.
il sert d'abord comme maître de camp au régiment de Nicolaÿ-dragons, puis devient conseiller à la première chambre des requêtes du parlement de Paris.
Au décès de son frère ainé, Antoine Nicolas de Nicolaÿ, en 1731, il lui succède comme premier-Président de la Chambre des comptes de Paris, en survivance de leur père. 
Il entre effectivement en fonctions à la démission de son père, le 5 avril 1734 , jusqu'à sa propre démission, en 1773, où son fils, Aimar-Charles-Marie de Nicolaÿ, lui succède.
En 1737, il a à faire face à l'incendie d'une partie des archives de la Chambre des comptes, qui perturbe son fonctionnement.
Lié au parti dévôt, au Dauphin et au cercle de la reine, il soutient Mgr Christophe de Beaumont dans le conflit qui l'oppose au parlement au sujet de l'affaire de l'hôpital général. Avec son frère, l'évêque de Verdun, il seconde le Dauphin dans ses interventions auprès de Louis XV pour empêcher la suppression de la Compagnie de Jésus, finalement prononcée en France en 1763. 
Il demeurait dans l'ancien hôtel de Chaulnes, à Paris, place Royale, aujourd'hui Place des Vosges, et en sa terre d'Osny, qu'il augmenta par des acquisitions et que son fils aîné vendra quelques mois après sa mort.
Son buste, sculpté dans le marbre par Jean Antoine Houdon, fut exposé au Salon de 1779 et se trouve aujourd'hui aux Etats-Unis, au Kimbell Art Museum de Fort-Worth. Le Musée du Louvre en conserve une étude préparatoire en plâtre .

### Mariage et descendance
Il épouse le 16 mars 1733 Madeleine Charlotte Léontine de Vintimille du Luc (Soleure, Suisse, 15 mars 1717 - Paris, paroisse Saint-Paul, 13 août 1767), fille de Gaspard Hubert de Vintimille, marquis du Luc, lieutenant-général des armées du Roi, gouverneur de Porquerolles, et de Marie Charlotte du Refuge. Elle était la petite-nièce de Charles Gaspard Guillaume de Vintimille du Luc, archevêque de Paris. Dont onze enfants :
- Aymar Charles de Nicolaÿ (9 septembre 1734 - 29 décembre 1754) ;
- Madeleine Elisabeth de Nicolaÿ (28 janvier 1736 - 6 janvier 1755) ;
- Aymar Charles François de Nicolaÿ, marquis de Goussainville, président à mortier au Parlement de Paris, puis premier-président du Grand-Conseil, chevalier de Saint-Louis (Paris, 23 avril 1737 - guillotiné à Paris, 28 avril 1794), marié en 1764 avec Marie Catherine Levesque de Gravelle. Sans postérité ;
- Aymar Claude de Nicolaÿ, évêque de Béziers de 1771 à 1790 ( Paris, 5 août 1738 - Paris, 23 janvier 1815) ;
- Madeleine Elisabeth de Nicolaÿ (23 juin 1740 - 14 janvier 1751) ;
- Jeanne Aymardine de Nicolaÿ (23 juin 1740 - 15 septembre 1756) ;
- Aymardine Geneviève Antoinette de Nicolaÿ (25 mai 1741 - 2 juin 1741) ;
- Aymardine Marie Antoinette de Nicolaÿ (22 septembre 1742 - Paris, 25 octobre 1825), mariée en 1761 avec Jacques François Tanneguy Le Veneur, comte de Tillières, maréchal de camp, dont postérité ;
- Aymar Marie Edme de Nicolaÿ (6 juin 1744 - 13 septembre 1760) ;
- Aymar Charles Marie de Nicolaÿ, premier président de la Chambre des Comptes de Paris de 1771 à 1791 (Paris, 14 août 1747 - guillotiné à Paris, 7 juillet 1794), marié en 1768 avec Philippine Potier de Novion, dame de Courances (1748-1820), dont postérité ;
- Aymardine Marie de Nicolaÿ (12 juin 1750 - 15 avril 1757)[7].